# Obchod

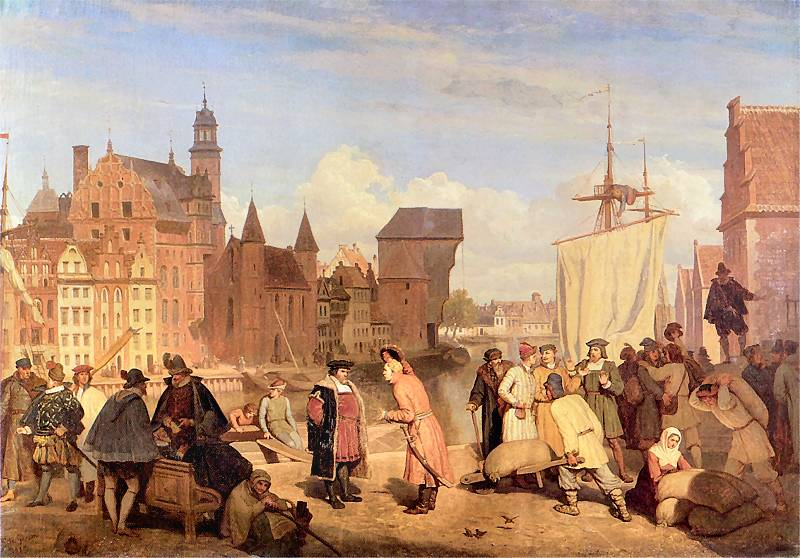
Gdańsk

Obchod neboli nákup a prodej, případně komerce, je lidská činnost, která spočívá ve směňování zboží nebo služeb za peníze (finanční transakce), případně za jiné zboží nebo služby (barterový obchod). Někdy je realizován prostředníky za účelem dosažení zisku. Prodej většinou probíhá na místech, která jsou k tomu oficiálně určená. V malém měřítku v obchodech, ve velkém např. na burze. Předmět prodeje má určitou cenu, která se určuje dohodou prodávajícího a kupujícího.
Protikladem obchodu je dar, charita nebo jiná nezištná pomoc.
V právu České republiky jsou obchody upraveny prostřednictvím kupní smlouvy.

## Historie

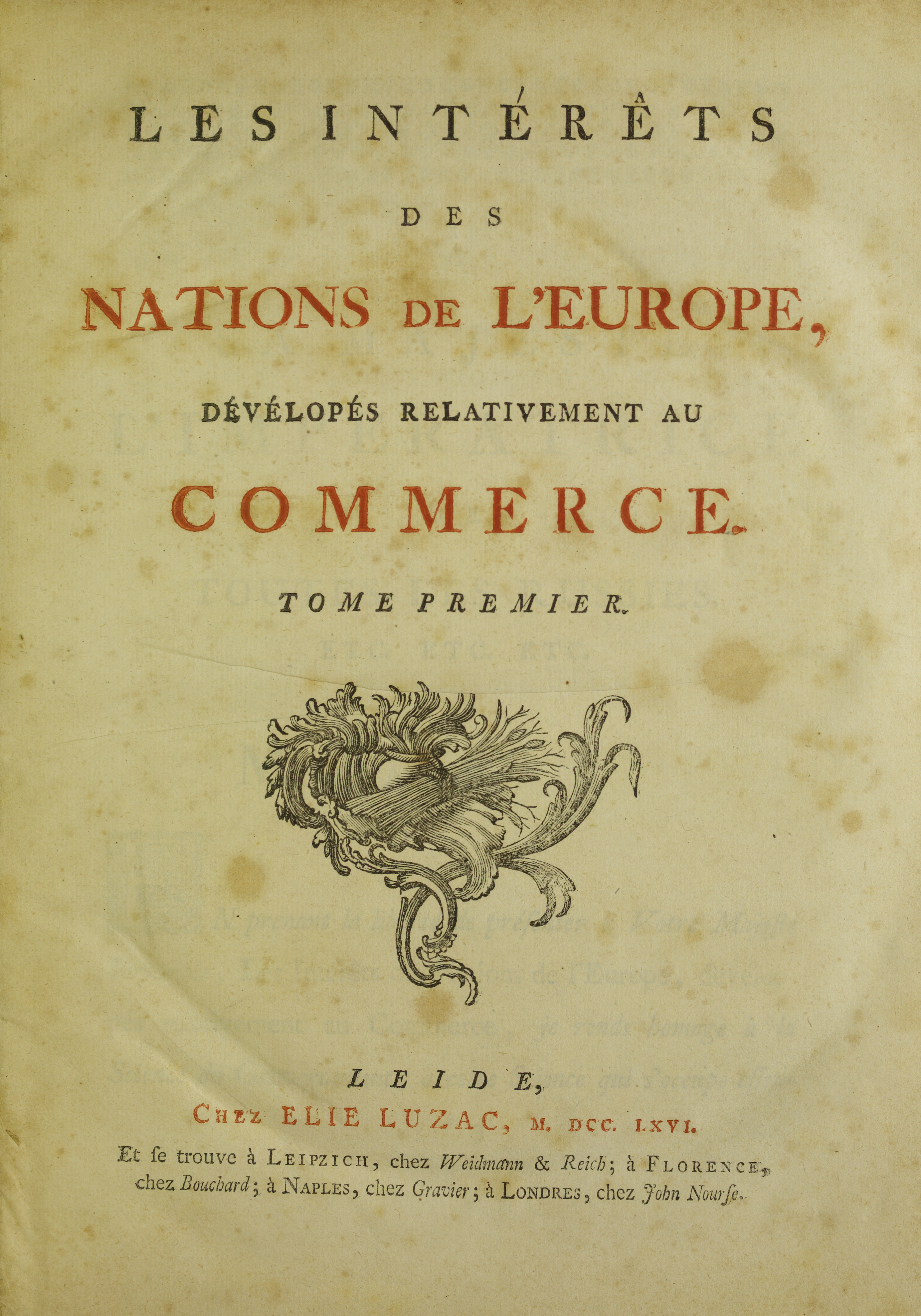
Intérêts des nations de l'Europe, dévélopés relativement au commerce, 1766

Před objevením a zavedením peněz se využíval směnný obchod, kdy jedna věc byla vyměněna za jinou věc (či určité množství jiné věci). Později se začaly využívat vzácné předměty jako například mušle, až došlo k objevení peněz jako nástroje směny. Již na počátku vznikají také obchodní cesty.

## Členění obchodu
Obchod lze členit např. na vnitrostátní a mezinárodní.

### Vnitrostátní obchod
Vnitrostátním obchodem je chápán obchod, jehož účastníci jsou fyzicky na půdě jednoho státu.

### Mezinárodní obchod
Mezinárodní obchod je obchod, při kterém jsou jeho účastníci z odlišných států. Jeho předmětem může být nejčastěji zboží, ale také služby či práva (technologie, licence, autorská práva). Hlavní význam mezinárodního obchodu je přirozeně v obohacení obou obchodujících stran, oproti vnitrostátnímu obchodu může být ale také politickým nástrojem (např. ropa), či prostředkem šíření určité kultury (japonská elektronika, americké filmy). Nárůst mezinárodního obchodu spolu s dopravou zapříčinil v druhé polovině minulého století jev, kterému se říká globalizace; tj. všechny státy spolu obchodují navzájem a tak na sebe působící různé kultury se sjednocují. Vzrůstá význam logistiky.

## Re-export
Re-export je vývoz dovezeného zboží, služeb, licencí, technologií či autorských práv. Důvodem pro re-export bývají většinou politické překážky, kterými jsou například embarga. Lze ho také rozdělit:
- Přímý re-export: zboží je nakoupeno v první zemi a prodáno do druhé; neprojde územím třetí země.
- Nepřímý re-export: zboží je nakoupeno v první zemi, zastaví se v třetí zemí a odsud je prodáno do druhé, cílové země. Obejde se tím embargo, které první země uvalila na druhou a opačně.

## Obchod s cennými papíry
Ve vyspělých tržních ekonomikách hraje významnou roli, ovlivňující národní i globální ekonomiku, obchod s cennými papíry. Zprostředkování či realizace burzovních obchodů, ale i obchodů na volném trhu je doménou především specializovaných subjektů – obchodníků s cennými papíry, zvaných též brokeři.